# Hamburger Sport-Verein 1969-1970
Questa voce raccoglie le informazioni riguardanti l'Hamburger Sport-Verein nelle competizioni ufficiali della stagione 1969-1970.

## Stagione
Nella stagione 1969-1970 l'Amburgo, allenato da Georg Knöpfle, concluse il campionato di Bundesliga al 6º posto. In Coppa di Germania l'Amburgo fu eliminato agli ottavi di finale dall'Eintracht Francoforte.

## Rosa
| N. |                     | Ruolo | Calciatore            |
| -- | ------------------- | ----- | --------------------- |
|    | Turchia (bandiera)  | P     | Özcan Arkoç           |
|    | Germania (bandiera) | P     | Gert Girschkowski     |
|    | Austria (bandiera)  | D     | Norbert Hof           |
|    | Germania (bandiera) | D     | Hans-Werner Kremer    |
|    | Germania (bandiera) | D     | Jürgen Kurbjuhn       |
|    | Germania (bandiera) | D     | Björn Moldenhauer     |
|    | Germania (bandiera) | D     | Helmut Sandmann       |
|    | Germania (bandiera) | D     | Willi Schulz          |
|    | Germania (bandiera) | D     | Jürgen Seifert        |
|    | Germania (bandiera) | C     | Hans-Jürgen Hellfritz |
|    | Germania (bandiera) | C     | Franz-Josef Hönig     |

| N. |                     | Ruolo | Calciatore          |
| -- | ------------------- | ----- | ------------------- |
|    | Germania (bandiera) | C     | Peter Nogly         |
|    | Germania (bandiera) | C     | Hubert Schöll       |
|    | Germania (bandiera) | C     | Hans Schulz         |
|    | Germania (bandiera) | C     | Klaus Zaczyk        |
|    | Germania (bandiera) | A     | Siegfried Beyer     |
|    | Germania (bandiera) | A     | Charly Dörfel       |
|    | Germania (bandiera) | A     | Jürgen Dringelstein |
|    | Germania (bandiera) | A     | Klaus Fock          |
|    | Germania (bandiera) | A     | Robert Pötzschke    |
|    | Germania (bandiera) | A     | Uwe Seeler          |

## Organigramma societario
Area tecnica
- Allenatore: Georg Knöpfle
- Allenatore in seconda:
- Preparatore dei portieri:
- Preparatori atletici:

## Calciomercato

### Sessione estiva
| Acquisti | Acquisti        | Acquisti       | Acquisti |
| R.       | Nome            | da             | Modalità |
| -------- | --------------- | -------------- | -------- |
| A        | Siegfried Beyer | Phönix Lubecca |          |
| D        | Norbert Hof     | Wiener SC      |          |
| C        | Peter Nogly     | Phönix Lubecca |          |
| C        | Klaus Zaczyk    | Norimberga     |          |

| Cessioni | Cessioni      | Cessioni | Cessioni |
| R.       | Nome          | a        | Modalità |
| -------- | ------------- | -------- | -------- |
| C        | Werner Krämer | Bochum   |          |

## Risultati

### Bundesliga

#### Girone di andata
| Arbitro: | Siepe |

|                      |           |              |
| Seeler 48’ Hönig 79’ | Marcatori | 90’ Rehhagel |

| Arbitro: | Fritz |

|                      |           |            |
| Schütz 43’ Wosab 74’ | Marcatori | 70’ Seeler |

| Arbitro: | Fork |

|                            |           |                              |
| Schulz 57’, 68’ Seeler 84’ | Marcatori | 24’, 90’ Maas 49’ Merkhoffer |

| Arbitro: | Krumnack |

|                |           |            |
| Windhausen 22’ | Marcatori | 38’ Seeler |

| Arbitro: | Mühling |

|                                          |           |                |
| Zaczyk 23’, 77’ Schulz 27’ Pötzschke 29’ | Marcatori | 28’ Sondermann |

| Arbitro: | Voß |

|  |           |                    |
|  | Marcatori | 48’ Hof 63’ Seeler |

| Arbitro: | Riegg |

|                                          |           |                |
| Seeler 63’, 85’ Pötzschke 66’ Schulz 89’ | Marcatori | 57’ Kapellmann |

| Arbitro: | Schmidt |

|           |           |  |
| Gayer 70’ | Marcatori |  |

| Arbitro: | Hillebrand |

|            |           |                             |
| Schulz 17’ | Marcatori | 10’ Haug 30’, 37’ Entenmann |

| Arbitro: | Heckeroth |

|                           |           |  |
| Löhr 17’ Overath 46’, 63’ | Marcatori |  |

| Arbitro: | Siebert |

|                       |           |  |
| Seeler 48’ Dörfel 72’ | Marcatori |  |

| Arbitro: | Seiler |

|                  |           |                 |
| Fürhoff 36’, 38’ | Marcatori | 49’, 87’ Schulz |

| Arbitro: | Wengenmayer |

|                     |           |                                  |
| Fröhlich 36’ (rig.) | Marcatori | 17’ Schulz 23’ Dörfel 61’ Seeler |

| Arbitro: | Gabor |

|                  |           |              |
| Dringelstein 38’ | Marcatori | 82’ Wittkamp |

| Arbitro: | Hennig |

|                 |           |            |
| Müller 30’, 60’ | Marcatori | 85’ Schulz |

| Arbitro: | Ott |

|           |           |                                   |
| Hönig 86’ | Marcatori | 65’ Dietrich 67’ Laumen 85’ Fevre |

| Arbitro: | Fork |

|                         |           |                 |
| Grabowski 73’ Heese 75’ | Marcatori | 61’, 69’ Zaczyk |

#### Girone di ritorno
| Arbitro: | Riegg |

|           |           |          |
| Fuchs 83’ | Marcatori | 44’ Fock |

| Arbitro: | Binder |

|                                         |           |                                       |
| Hellfritz 2’, 74’ Zaczyk 63’ Seeler 75’ | Marcatori | 22’ Schütz 38’ Weist 48’ (aut.) Nogly |

| Arbitro: | Heumann |

|                               |           |  |
| Gerwien 3’ Maas 78’ Grzyb 88’ | Marcatori |  |

| Arbitro: | Eschweiler |

|                         |           |                               |
| Hellfritz 49’ Hönig 89’ | Marcatori | 81’ (rig.) Schütz 88’ Höttges |

| Duisburg 7 febbraio 1970, ore 15:30 CET 22ª giornata | Duisburg    | 0 – 0 referto | Amburgo | Wedaustadion (10 000 spett.)\| Arbitro: \| Wengenmayer \| |
| Arbitro:                                             | Wengenmayer |               |         |                                                           |

| Arbitro: | Eschweiler |

|  |           |             |
|  | Marcatori | 67’ Fischer |

| Arbitro: | Siebert |

|  |           |                       |
|  | Marcatori | 36’ Seeler 60’ Zaczyk |

| Arbitro: | Aldinger |

|            |           |  |
| Seeler 87’ | Marcatori |  |

| Arbitro: | Siepe |

|          |           |            |
| Zech 31’ | Marcatori | 23’ Seeler |

| Arbitro: | Heckeroth |

|                       |           |                                         |
| Hof 48’ Hellfritz 69’ | Marcatori | 29’, 59’, 66’ Löhr 42’ Overath 75’ Rupp |

| Arbitro: | Weyland |

|                 |           |            |
| Siemensmeyer 3’ | Marcatori | 32’ Seeler |

| Arbitro: | Betz |

|           |           |  |
| Hönig 13’ | Marcatori |  |

| Arbitro: | Seiler |

|                |           |              |
| Seeler 5’, 75’ | Marcatori | 54’ Wilbertz |

| Arbitro: | Geng |

|          |           |            |
| Wüst 81’ | Marcatori | 74’ Dörfel |

| Arbitro: | Weyland |

|           |           |                               |
| Hönig 41’ | Marcatori | 47’, 68’ Mrosko 72’ Ohlhauser |

| Arbitro: | Riegg |

|                                              |           |                                |
| Laumen 14’ Vogts 38’ Köppel 45’ Bleidick 47’ | Marcatori | 54’ Kremer 69’ Dörfel 85’ Fock |

| Arbitro: | Gabor |

|                                               |           |                |
| Nogly 21’ Seeler 40’ Hönig 42’, 69’ Beyer 60’ | Marcatori | 90’ Hölzenbein |

### Coppa di Germania
| Arbitro: | Conrad |

|           |           |                                |
| Klier 55’ | Marcatori | 7’ Schulz 21’ Zaczyk 50’ Hönig |

| Arbitro: | Kindervater |

|                          |           |  |
| Nickel 22’ Grabowski 73’ | Marcatori |  |

## Statistiche

### Statistiche di squadra
| Competizione      | Punti | In casa | In casa | In casa | In casa | In casa | In casa | In trasferta | In trasferta | In trasferta | In trasferta | In trasferta | In trasferta | Totale | Totale | Totale | Totale | Totale | Totale | DR |
| Competizione      | Punti | G       | V       | N       | P       | Gf      | Gs      | G            | V            | N            | P            | Gf           | Gs           | G      | V      | N      | P      | Gf     | Gs     | DR |
| ----------------- | ----- | ------- | ------- | ------- | ------- | ------- | ------- | ------------ | ------------ | ------------ | ------------ | ------------ | ------------ | ------ | ------ | ------ | ------ | ------ | ------ | -- |
| Bundesliga        | 35    | 17      | 9       | 3       | 5       | 36      | 29      | 17           | 3            | 8            | 6            | 21           | 25           | 34     | 12     | 11     | 11     | 57     | 54     | +3 |
| Coppa di Germania | -     | 0       | 0       | 0       | 0       | 0       | 0       | 2            | 1            | 0            | 1            | 3            | 3            | 2      | 1      | 0      | 1      | 3      | 3      | 0  |
| Totale            | 35    | 17      | 9       | 3       | 5       | 36      | 29      | 19           | 4            | 8            | 7            | 24           | 28           | 36     | 13     | 11     | 12     | 60     | 57     | +3 |

### Andamento in campionato
| Giornata  | 1 | 2 | 3 | 4 | 5 | 6 | 7 | 8 | 9 | 10 | 11 | 12 | 13 | 14 | 15 | 16 | 17 | 18 | 19 | 20 | 21 | 22 | 23 | 24 | 25 | 26 | 27 | 28 | 29 | 30 | 31 | 32 | 33 | 34 |
| --------- | - | - | - | - | - | - | - | - | - | -- | -- | -- | -- | -- | -- | -- | -- | -- | -- | -- | -- | -- | -- | -- | -- | -- | -- | -- | -- | -- | -- | -- | -- | -- |
| Luogo     | C | T | C | T | C | T | C | T | C | T  | C  | T  | T  | C  | T  | C  | T  | T  | C  | T  | C  | T  | C  | T  | C  | T  | C  | T  | C  | C  | T  | C  | T  | C  |
| Risultato | V | P | N | N | V | V | V | P | P | P  | V  | N  | V  | N  | P  | P  | N  | N  | V  | P  | N  | N  | P  | V  | V  | N  | P  | N  | V  | V  | N  | P  | P  | V  |
| Posizione | 6 | 8 | 9 | 9 | 6 | 3 | 3 | 4 | 6 | 8  | 8  | 7  | 6  | 5  | 7  | 8  | 7  | 7  | 7  | 7  | 9  | 9  | 9  | 7  | 6  | 7  | 7  | 6  | 6  | 6  | 6  | 7  | 7  | 6  |

Legenda:

Luogo: C = Casa; T = Trasferta. Risultato: V = Vittoria; N = Pareggio; P = Sconfitta.

### Statistiche dei giocatori
| Giocatore       | Bundesliga | Bundesliga | Bundesliga  | Bundesliga | Coppa di Germania | Coppa di Germania | Coppa di Germania | Coppa di Germania | Totale   | Totale | Totale      | Totale     |
| Giocatore       | Presenze   | Reti       | Ammonizioni | Espulsioni | Presenze          | Reti              | Ammonizioni       | Espulsioni        | Presenze | Reti   | Ammonizioni | Espulsioni |
| --------------- | ---------- | ---------- | ----------- | ---------- | ----------------- | ----------------- | ----------------- | ----------------- | -------- | ------ | ----------- | ---------- |
| Ö. Arkoç        | 18         | 0          | 0           | 0          | 2                 | 0                 | 0                 | 0                 | 20       | 0      | 0           | 0          |
| S. Beyer        | 20         | 1          | 0           | 0          | 1                 | 0                 | 0                 | 0                 | 21       | 1      | 0           | 0          |
| H. Bonn         | 0          | 0          | 0           | 0          | 1                 | 0                 | 0                 | 0                 | 1        | 0      | 0           | 0          |
| J. Dringelstein | 5          | 1          | 0           | 0          | 1                 | 0                 | 0                 | 0                 | 6        | 1      | 0           | 0          |
| C. Dörfel       | 21         | 4          | 0           | 0          | 2                 | 0                 | 0                 | 0                 | 23       | 4      | 0           | 0          |
| K. Fock         | 11         | 2          | 0           | 0          | 0                 | 0                 | 0                 | 0                 | 11       | 2      | 0           | 0          |
| G. Girschkowski | 17         | 0          | 0           | 0          | 0                 | 0                 | 0                 | 0                 | 17       | 0      | 0           | 0          |
| H. Gummlich     | 0          | 0          | 0           | 0          | 0                 | 0                 | 0                 | 0                 | 0        | 0      | 0           | 0          |
| H. Hellfritz    | 28         | 4          | 0           | 0          | 1                 | 0                 | 0                 | 0                 | 29       | 4      | 0           | 0          |
| N. Hof          | 29         | 2          | 0           | 0          | 1                 | 0                 | 0                 | 0                 | 30       | 2      | 0           | 0          |
| F. Hönig        | 29         | 7          | 0           | 0          | 2                 | 1                 | 0                 | 0                 | 31       | 8      | 0           | 0          |
| W. Kampf        | 0          | 0          | 0           | 0          | 0                 | 0                 | 0                 | 0                 | 0        | 0      | 0           | 0          |
| G. Klier        | 0          | 0          | 0           | 0          | 0                 | 0                 | 0                 | 0                 | 0        | 0      | 0           | 0          |
| H. Kremer       | 14         | 1          | 0           | 0          | 1                 | 0                 | 0                 | 0                 | 15       | 1      | 0           | 0          |
| C. Kröger       | 0          | 0          | 0           | 0          | 0                 | 0                 | 0                 | 0                 | 0        | 0      | 0           | 0          |
| J. Kurbjuhn     | 24         | 0          | 0           | 0          | 1                 | 0                 | 0                 | 0                 | 25       | 0      | 0           | 0          |
| B. Moldenhauer  | 0          | 0          | 0           | 0          | 0                 | 0                 | 0                 | 0                 | 0        | 0      | 0           | 0          |
| P. Nogly        | 22         | 1          | 0           | 0          | 1                 | 0                 | 0                 | 0                 | 23       | 1      | 0           | 0          |
| R. Pötzschke    | 23         | 2          | 0           | 0          | 0                 | 0                 | 0                 | 0                 | 23       | 2      | 0           | 0          |
| H. Ripp         | 0          | 0          | 0           | 0          | 0                 | 0                 | 0                 | 0                 | 0        | 0      | 0           | 0          |
| H. Sandmann     | 33         | 0          | 0           | 0          | 2                 | 0                 | 0                 | 0                 | 35       | 0      | 0           | 0          |
| H. Schulz       | 21         | 9          | 0           | 0          | 1                 | 1                 | 0                 | 0                 | 22       | 10     | 0           | 0          |
| W. Schulz       | 28         | 0          | 0           | 0          | 2                 | 0                 | 0                 | 0                 | 30       | 0      | 0           | 0          |
| H. Schöll       | 1          | 0          | 0           | 0          | 0                 | 0                 | 0                 | 0                 | 1        | 0      | 0           | 0          |
| U. Seeler       | 30         | 17         | 0           | 0          | 2                 | 0                 | 0                 | 0                 | 32       | 17     | 0           | 0          |
| J. Seifert      | 0          | 0          | 0           | 0          | 0                 | 0                 | 0                 | 0                 | 0        | 0      | 0           | 0          |
| W. Volkert      | 0          | 0          | 0           | 0          | 0                 | 0                 | 0                 | 0                 | 0        | 0      | 0           | 0          |
| K. Zaczyk       | 31         | 6          | 0           | 0          | 2                 | 1                 | 0                 | 0                 | 33       | 7      | 0           | 0          |